# Christopher Trimmel
Christopher Trimmel, född 24 februari 1987, är en österrikisk fotbollsspelare som spelar för Union Berlin i Bundesliga. Han representerar även det österrikiska landslaget.

## Karriär
Trimmel värvades till Union Berlin den 1 juli 2014. Han debuterade i 2. Bundesliga den 3 augusti 2014 i en 0-0-match mot Karlsruher. I maj 2017 förlängdes kontraktet. Den 11 januari 2020 förlängdes kontraktet med ett ytterligare år. Den 8 januari 2023 skrev Trimmel på ännu ett nytt kontrakt med Union Berlin.